# Григор Григоров
Григор Григоров (болг. Григор Гошев Григоров; нар. 26 травня 1987, Петрич) — болгарський шахіст, гросмейстер від 2011 року.

## Шахова кар'єра
Неодноразово представляв Болгарію на чемпіонатах світу та Європи серед юніорів у різних вікових категоріях. Також був призером чемпіонату країни серед юніорів, зокрема срібним 2004 року (в категорії до 14 років). Гросмейстерські норми виконав у роках 2007 (у Галаці, поділив 2-ге місце позаду Влада-Крістіана Жьану), 2008 (під час командного чемпіонату Франції) та 2010 (у Бансько, посів 3-тє місце позаду Аветіка Григоряна і Таміра Набаті).
2009 року поділив 2-ге місце (позаду Маркоса Льянесаа Веги, разом із, зокрема, Леваном Арошідзе і Аліном Береску) в Салоніках, переміг (разом з Валентином Йотовим, Момчилом Николовим і Любеном Спасовим) на меморіалі Нино Кирова, який відбувся в Софії й посів 1-ше місце на турнірі за швейцарською системою у Сату-Маре. У 2010 році поділив 1-ше місце (разом з Кирилом Георгієвим, Маріяном Петровим, Євгенієм Яневим і Петром Дренчевим) у Благоєвграді (на наступному меморіалі Нино Кирова).
Найвищий рейтинг Ело в кар'єрі мав станом на 1 березня 2013 року, досягнувши 2516 очок займав тоді 15-те місце серед болгарських шахістів.